# Сфумато

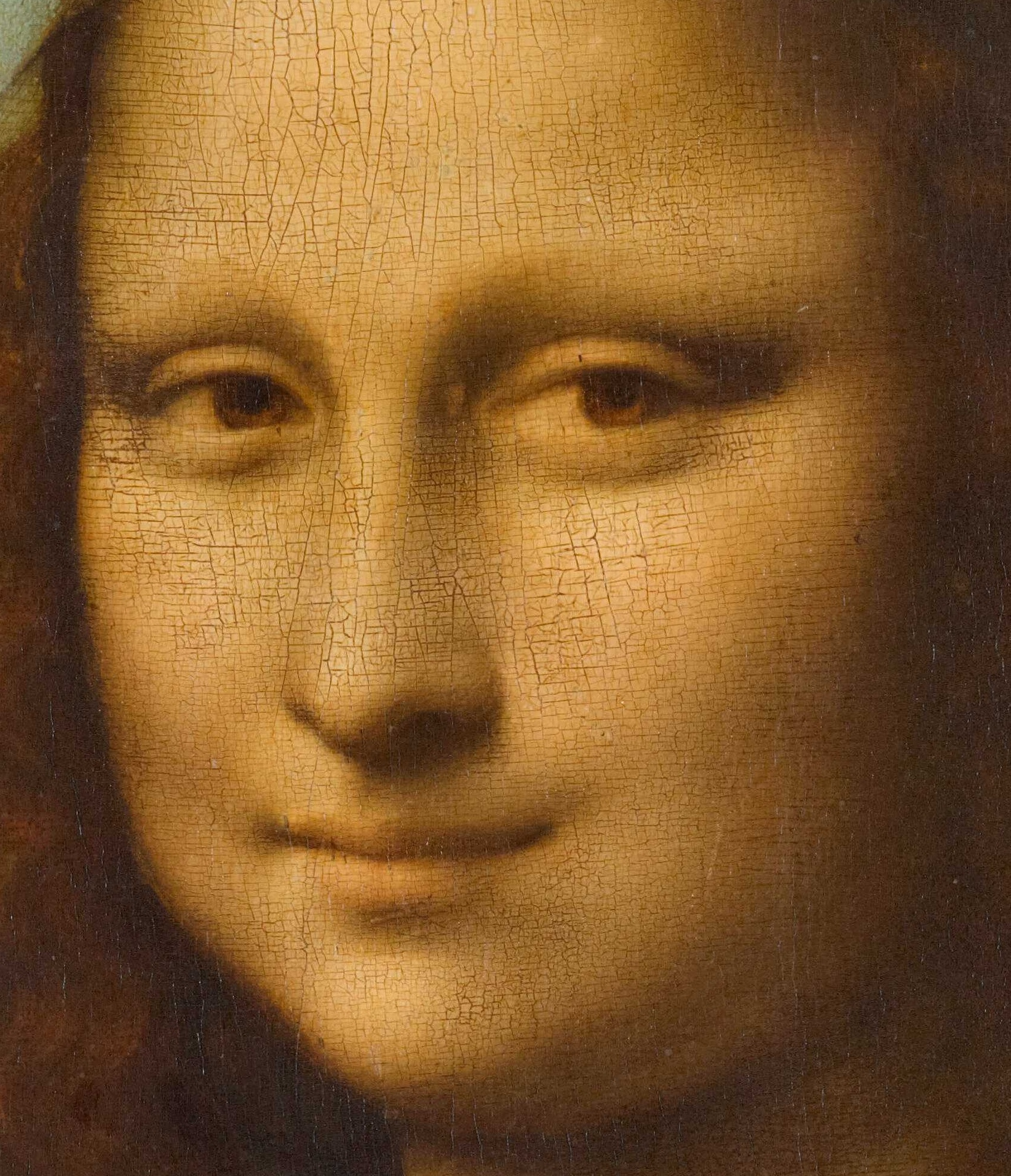
Деталі обличчя Мони Лізи ілюструють техніку сфумато, особливо тіні біля очей

Сфума́то (італ. sfumato, досл. «затушований», «той, що зникає, як дим») — у живописі техніка пом'якшення контурів фігур і предметів, яке дозволяє зобразити повітря, що огортає їх.
Техніку сфумато розробив Леонардо да Вінчі в теорії і художній практиці.

## Виконання
Сфумато використовується в олійному живописі, де кольори або тони змішуються таким тонким чином, що вони переливаються один в одного без помітних переходів. Леонардо да Вінчі описав сфумато як змішування кольорів «без ліній і рамок, на манер диму».
Зазвичай для сфумато художники вдаються до використання кількох напівпрозорих глазурей з переходом від темного до світлого кольору. Це робиться за допомогою техніки сухого пензля або обережного розмазування чи змішування фарб пальцем, ганчіркою чи пензлем. Сфумато може поєднуватися з різким краєм об'єкта, який відокремлює його від фону.
У фотографії та кінозйомці приблизним аналогом сфумато є м'який фокус.

## Історія
Відомими виконавцями техніки сфумато були художники епохи Відродження: Леонардо да Вінчі (картини «Мадонна в скелях» і портрет Мони Лізи), Фра Бартоломео, Джорджоне («Портрет молодого чоловіка»), Корреджо («Поклоніння пастухів»), Рафаель («Портрет Біндо Альтовіті»), Федеріко Бароччі та інші. Техніка використовувалася для зображення рис обличчя та атмосферних ефектів.